# Hensel (Unternehmen)

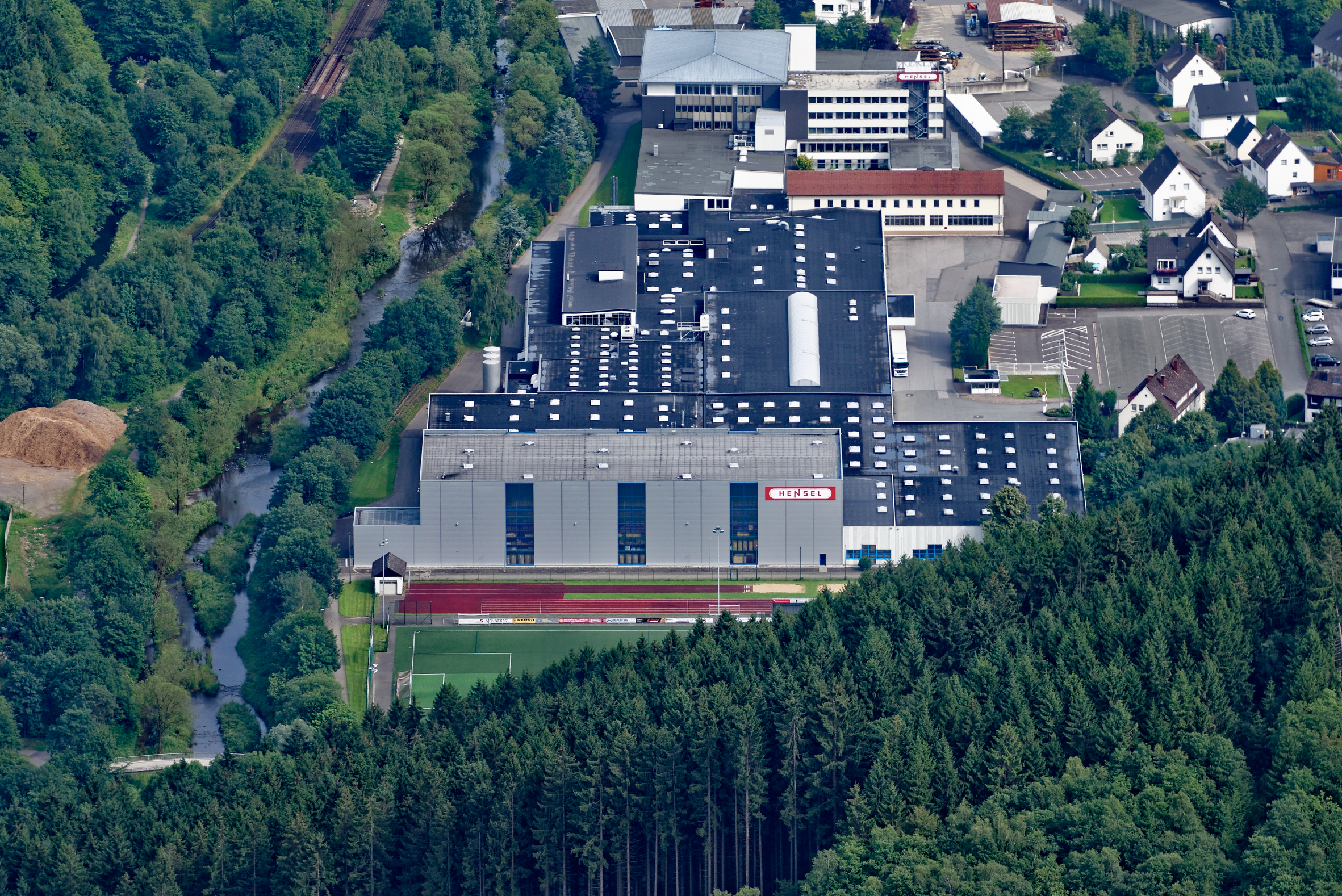
Luftbild der Firma Hensel in Meggen

Die Gustav Hensel GmbH & Co. KG ist ein Unternehmen aus der Elektroinstallations- und Verteilungstechnik mit Sitz in Lennestadt. Das in 60 Länder exportierende Unternehmen beschäftigt nach eigenen Angaben fast 1000 Mitarbeiter, davon 600 in Deutschland und bei 13 Tochtergesellschaften im In- und Ausland. Im Lexikon der deutschen Weltmarktführer wurde das Unternehmen im Mai 2024 auf Rang 475 gelistet.

## Produkte

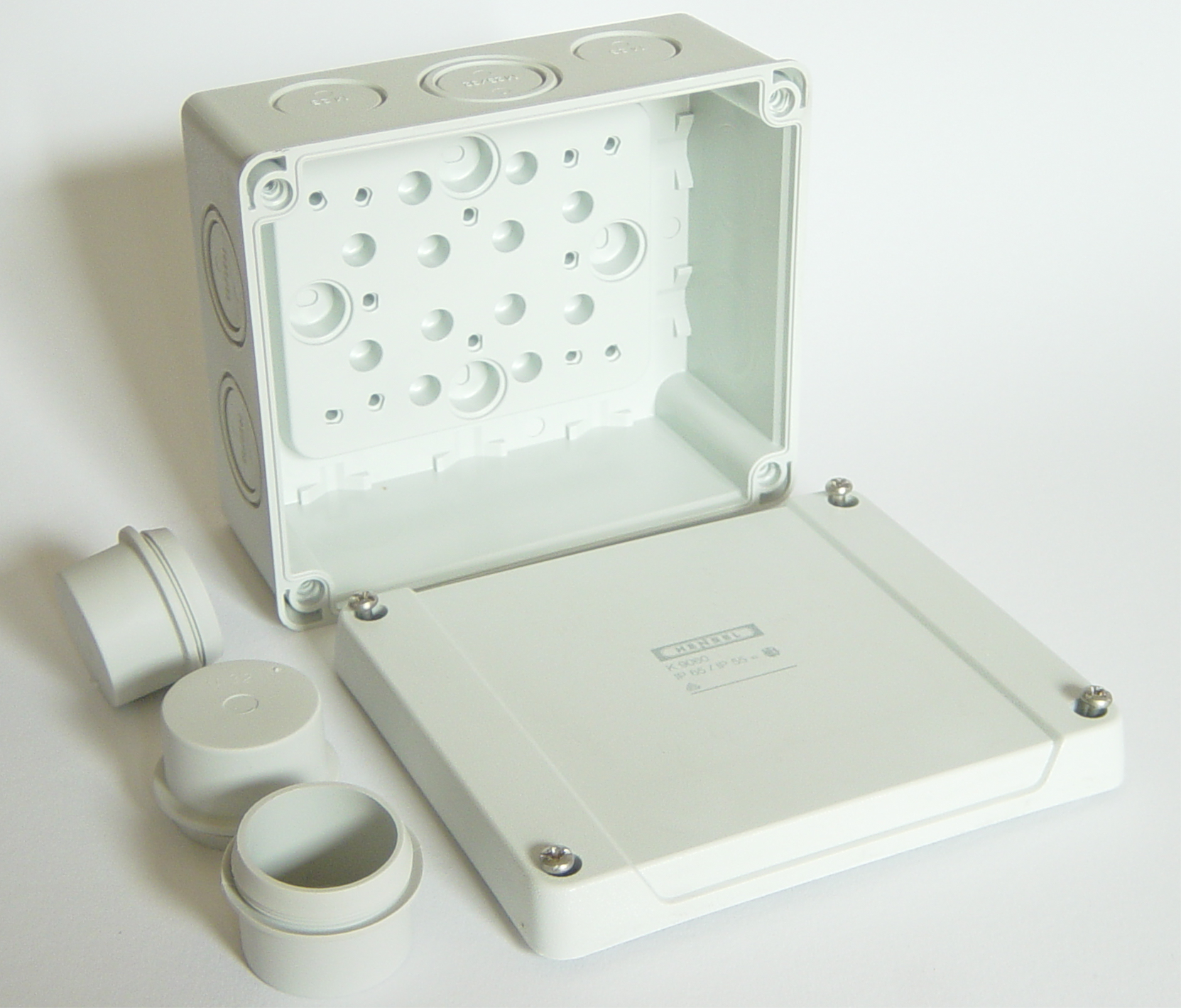
Hensel, Kabelabzweigkasten K 9060, Aufputz, IP 55, Thermoplast, (114×94×52) mm; 3 Einsteckstutzen

Hensel ist tätig in der Entwicklung, Herstellung und dem Vertrieb elektrischer Verteilersysteme sowie Niederspannungsschaltanlagen. Das Unternehmen gilt seit der Gründung als Spezialist für Feuchtraum-Elektroinstallationstechnik. Es produziert unter anderem Kabelabzweigkästen von 1,5–240 mm², Kleinverteiler mit 3–54 Teilungseinheiten, Leergehäuse für industrielle Anwendungen nach DIN EN 62208, Verteilersysteme aus Thermoplast bis 250 A bzw. 630 A, Photovoltaik-Verteiler, Niederspannungs-Schaltanlagen bis 5.000 A.

## Geschichte

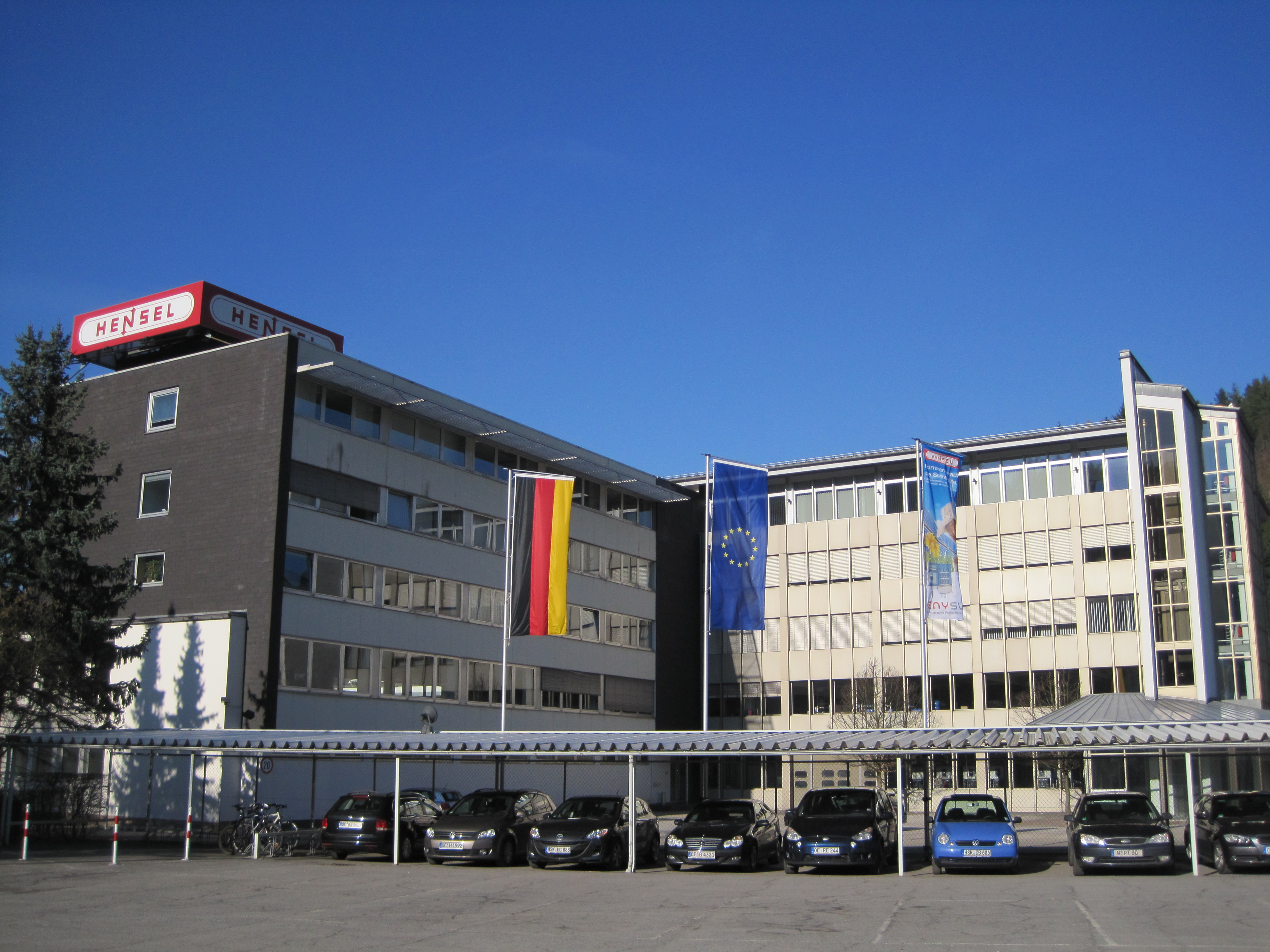
Firmensitz in Lennestadt

Der Elektroingenieur Gustav Hensel († 1977) entwickelte Ende der 1920er Jahre einen quadratischen duroplastischen Kabelabzweigkasten aus Kunststoff, der im Gegensatz zu den zu dieser Zeit gebräuchlichen Guss- und Blechkästen die Nutzung des elektrischen Stroms sicherer (Isolation) machte. Er gründete – während der Weltwirtschaftskrise – am 1. Juli 1931 in Radevormwald mit seinem damaligen Geschäftsfreund, dem Unternehmer Ernst Bisterfeld, die Gustav Hensel KG. Das Unternehmen nutzte zunächst angemietete Räume in der Fabrik von Biesterfeld und Stolting. 1936 stieß der Vetter Gustav Hensels, der Elektroingenieur Max Hensel († 1989), als dritter Gesellschafter ins Unternehmen und trieb die technische Entwicklung voran. In den folgenden Jahren wurden verschiedene Patente von Steckdosen und anderen elektrotechnischen Bauteilen angemeldet. 1937 wurde ein eigenes Fabrikgebäude in der Hohenfuhrstraße in die Nutzung genommen. Im April 1941 brannte das Fabrikgebäude ab.
Nach dem Zweiten Weltkrieg zog das Unternehmen 1947 nach Altenhundem (Lennestadt), wo eine von Bombardierungen verschont gebliebene Fabrik (ehemalige Textilkleiderfabrik Tobüren) angemietet und 1953 ein neues Werk auf der grünen Wiese gebaut wurde. Das Unternehmen fertigte von Beginn an hauptsächlich Feuchtraum-Elektroinstallationstechnik, was bis heute das Firmen-Image prägt. Zwischen 1970 und 1990 stellte Hensel die Produktion von duroplastischen zu thermoplastischen Kunststoffen um. 1973 wurde in Kirchhundem-Würdinghausen ein weiteres Werk gebaut, heute Hensel Kunststofftechnik GmbH & Co. KG (HKT), in dem thermoplastische Verteilersysteme hergestellt werden. In den 1970er Jahren hatte Hensel bei Zähleranlagen für Wohnungen in Deutschland einen starken Marktanteil und wurde vom Abschwung der Baukonjunktur hart getroffen. 1979 wurde ein Betrieb der Metallverarbeitung im Siegener Stadtteil Kaan-Marienborn übernommen und 1993 neu erbaut, der seit 1988 als Hensel Metall-Technik GmbH & Co. KG selbständig in der Hensel-Firmengruppe tätig ist. Nach der Wende 1989 expandierte das Unternehmen ins osteuropäische Ausland und gründete weltweit 8 Tochtergesellschaften für Vertrieb und Montage. 1990 entstand die Hensel-Schaltanlagenbau GmbH & Co. KG (HSG) in Grimma. 1993 wurden Tochtergesellschaften in Tschechien, Polen und Ungarn gegründet, 1998 in China, 2003 in Russland und Indien, 2008 in der Türkei, 2019 im Vereinigten Königreich. Durch einen Auslandsumsatz in 45 Ländern erwirtschaftet Hensel 30 % des Gesamtumsatzes. Die Internationalisierung half den Abschwung der Baukonjunktur Ende der 1990er in Deutschland für das Unternehmen abzufedern. 
Seit 1991 können Mitarbeiter Genussrechte erwerben. Das Genussrechtskapital beträgt knapp 4 Millionen Euro. 
Die „Gustav Hensel GmbH & Co. KG“ beteiligte sich an der Stiftungsinitiative der deutschen Wirtschaft.
Hensel wird heute von Philipp C. Hensel, dem Enkel des Unternehmensgründers, sowie den Mit-Geschäftsführern Frank Dubberke und Michael Lehr geführt.

## Tochtergesellschaften
- Inland: Hensel Kunststofftechnik (Kirchhundem), Hensel Metall-Technik (Siegen), Hensel Schaltanlagenbau (Grimma).
- Ausland: Hensel Electrotechnical Installation Systems Co. Limited (China, Qingdao), Hensel Electric India Pvt. Ltd. (Indien), Hensel Polska Sp.z o.o. (Polen), Hensel s.r.o. (Tschechien), Hensel Elektrik Turkey Ltd (Türkei), Hensel Hungária Villamossági Kft. (Ungarn), Hensel Electric FZE (UAE), Hensel Electric UK Ltd. (UK), PT Hensel Elektrik Indonesia (Indonesien)